# Digital Equipment Corporation
Digital Equipment Corporation o simplemente DEC, fue una empresa tecnológica estadounidense considerada pionera en la fabricación de minicomputadores. 
Se fundó en 1957, y existió hasta 1998, cuando fue adquirida por Compaq (la cual, a su vez, sería adquirida por Hewlett-Packard en el 2002). 
Digital abrió el mercado de la producción de minicomputadoras, con su popular serie PDP, asentando las bases para la posterior creación de los computadores personales.
El acrónimo DEC fue oficialmente utilizado por Digital, después de haber sido descartado  por Dairy Equipment Company de Madison (Wisconsin) a fin de evitar un conflicto de patentes de marcas con esta.
Sus productos PDP y VAX fueron probablemente las minicomputadoras más populares para las comunidades científicas y de la ingeniería durante los años 70 y los años 80.
Hasta el 2005, sus cadenas de producción todavía fabricaban bajo el nombre de HP (Hewlett-Packard).
Digital Equipment no debería ser confundida con Digital Research; las dos eran entidades distintas; o con Western Digital (a pesar del hecho de que esta fabricó el  chipset LSI-11 que posteriormente sería utilizado por Digital Equipment en los computadores PDP-11/03).

## Minicomputadoras frente a Main-frames y Microcomputadoras
Lo que hizo famosa a la compañía Digital fue el ser la creadora de las llamadas minicomputadoras. Esta clase de computadoras, ahora obsoletas, se situaban entre los enormes sistemas centrales multi-usuario mainframe y los posteriores sistemas personales (mono-usuarios) o microcomputadoras.
Este tipo de máquinas nacieron en la década de los 60, gracias al desarrollo de la tecnología de transistores y su aplicación a los circuitos electrónicos. Normalmente, un minicomputador ocupaba el espacio de una o dos neveras, a diferencia de las máquinas de la época que ocupaban habitaciones enteras.
La serie PDP de DEC se considerada la primera en esta clase de computadores. Su PDP-8 fue el primer minicomputador ampliamente aceptado por la comunidad científica.
El abaratamiento de los costes del hardware y el éxito de los microprocesadores llevaron al fin a este tipo de computadoras.

## Historia

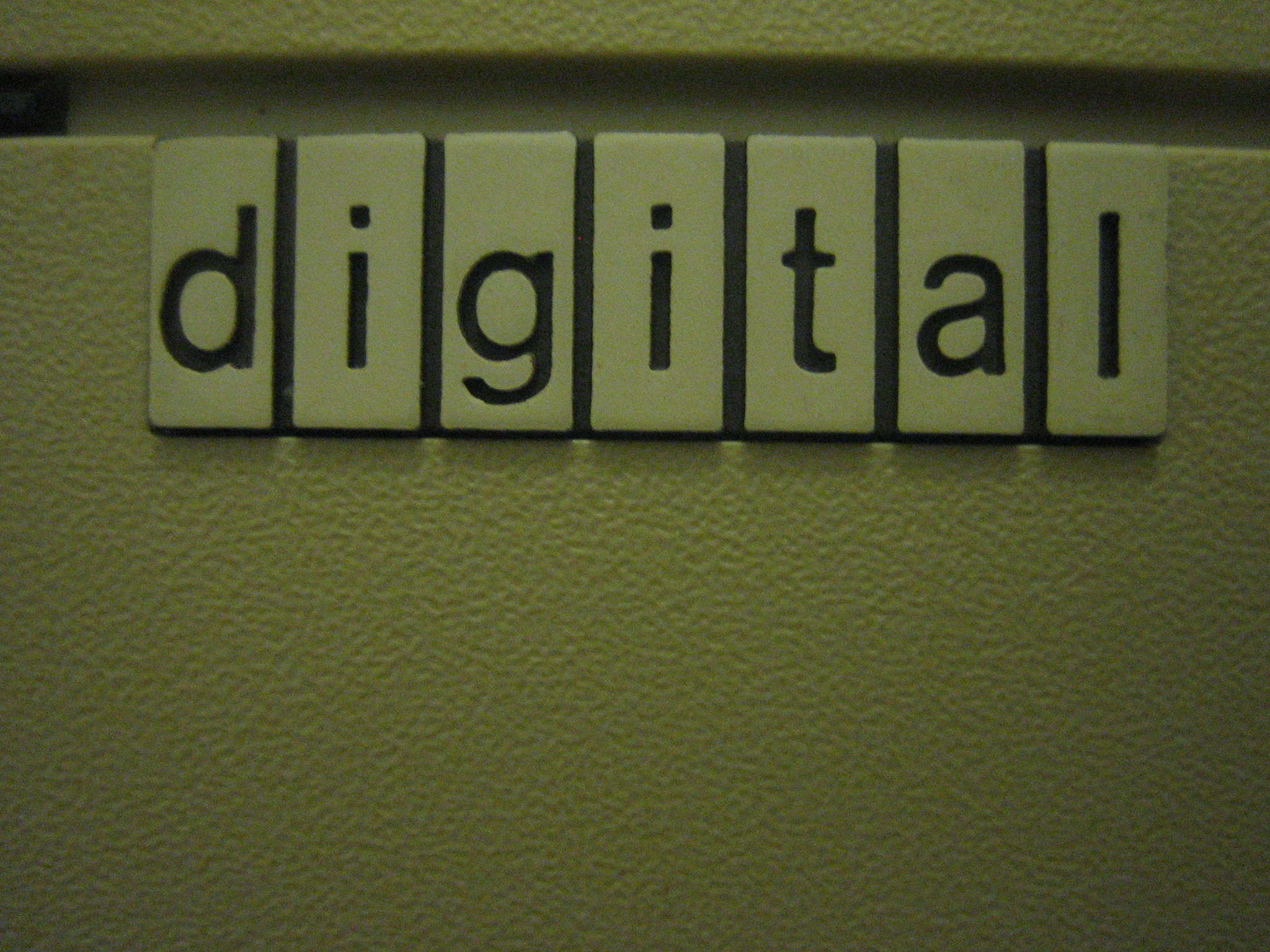
Logo de digital en un pc.

### Los principios de DEC
La empresa fue fundada en 1957 por  Ken Olsen y Harlan Anderson, dos ingenieros que habían estado trabajando en el laboratorio Lincoln de Massachusetts Institute of Technology (MIT), sobre el proyecto de TX-2. El TX-2 era un computador basado en transistores que usaba la entonces enorme cantidad de palabras de 36 bit, con 64 kilobytes de memoria principal. Cuando aquel proyecto comenzó a presentar dificultades, Olsen y Anderson abandonaron MIT para formar DEC.
Georges Doriot y su Corporación Americana De Investigación y Desarrollo (ARDC) proporcionó un capital a la empresa de aproximadamente US$ 60,000.
La compañía nació en un viejo molino de lana en Maynard, Massachusetts, que fue utilizado como sede de la empresa hasta 1992.
En aquel tiempo, el mercado era hostil para fabricantes de computadoras, y a los inversionistas le espantaban estos tipos de proyectos. DEC comenzó entonces a construir pequeños "módulos" digitales (correspondientes a los componentes del TX-2) como puertas, conductores de transformador, etc., que se podían combinar para ser utilizados en laboratorios.

### DEC en los 60 y su línea de sistemas PDP
Durante los años  60s DEC desarrolló una serie de computadoras que presentaban mejor relación precio/prestaciones que los de IBM, en general basadas en palabras de 18 bits.
En 1961 la empresa fue beneficiaria y empezó entonces la construcción de su primer computador el PDP-1, diseñado por Ben Gurley.
Para servir laboratorios con un menor coste, en 1963, DEC proporcionó el PDP-5, un minicomputador que tuvo un verdadero éxito. Seguido con la introducción del famoso PDP-8 en 1964, una máquina de palabra más pequeña, de 12 bits que se vendió por aproximadamente u$s16,000. El PDP-8 era bastante pequeño para caber sobre un carro. Era bastante simple de usar y ofrecía variedad de funciones, razón por la cual fue vendido en cantidades enormes a nuevos lugares y mercados: laboratorios, ferrocarriles, y todo tipo de uso industrial. Era el primer computador que con regularidad fue comprado por un puñado de usuarios finales como una alternativa a la utilización de un sistema más grande en un centro de procesamiento de datos. Por su precio bajo y portabilidad, estas máquinas podían ser compradas para llenar una necesidad específica, a diferencia de los sistemas de unidad central de esos días, que casi siempre eran compartidos entre usuarios diversos. Hoy el PDP-8 es considerado, comúnmente, como la primera minicomputadora.
El PDP-8 engendró a un primo, el PDP-12, que combinó la adquisición de datos y capacidades de demostración (desarrolladas con las computadoras NIH-sponsored LINC).
Arquitecturas de máquina de 16 bits fueron inspiradas por el PDP-8, incluyendo los CV 2100 y el Nova General Data, y a un grado menor el DIABLILLO de Semiconductor Nacional, el Step, y microprocesadores INS8900, así como el microprocesador Signetics 2650. 
Las máquinas basadas en el PDP-8 pueden ser caracterizadas por un pequeño número de acumuladores, o un pequeño número de registros generales (R0-R3), más bien que un número relativamente grande de registros regulares (como R0-R7 o R15), y por la memoria que se direcciona en términos de página baja y página en curso.
Otro de los equipos famosos en la serie PDP era el PDP-11, que, después de una tendencia de industria a bytes de 8 bits, usaron una palabra 16 bits, ya que permitía soportar los caracteres ASCII. Los PDP-11 comenzaron en el mercado como los PDP-8s, pero con notables mejoras ya que usaban circuitos integrados y discretos. Utilizaron varios sistemas operativos de la época, incluyendo el nuevo sistema operativo Unix, como así también DEC RSX Y RSTS (este de tiempo real).
De hecho el PDP-11 es conocido como la plataforma sobre la cual se desarrolló el sistema operativo UNIX y el lenguaje C.
Tanto RSTS como Unix estuvieron disponibles en instituciones educativas con poco o ningún coste. Los sistemas PDP-11 fueron destinados para ser la cuna de una generación de ingenieros e informáticos.
Un PDP-11 típico tenía un tamaño de un refrigerador, una unidad de disquete de 8 pulgadas, donde podían residir sistema operativo, compilador FORTRAN, programas de usuario y datos. El Sistema Operativo era cargado desde el floppy previa secuencia binaría de inicio desde un teclado al efecto (cada tecla activaba un bit de dirección de arranque, 16 en total). Era común una memoria RAM de tan solo 8Kbytes, basada en tecnología de núcleos magnéticos (más comúnmente conocida como memoria de burbujas) (la paginación virtual la proveía el sistema operativo); una terminal teletipo cumplía funciones de entrada y salida de datos de usuario (por ejemplo en impresiones en papel continuo de 32 columnas) y poseía accesos traseros (peines) para entrada de datos en tiempo real, con convertidor A/D incluido (por ejemplo, para procesamiento de señales, control de procesos, etc.).
Las máquinas más grandes de DEC fueron el PDP-6 y el sucesor PDP-10 con los sistemas operativos del tiempo compartido TOPS-10 y TOPS-20.
Finalmente la serie PDP termina con el PDP-15 (comenzando en 1970 y más tarde vendido como la serie "XVM") que también se considera uno de los PDPs importantes, ya que era un temprano usuario de circuitos integrados TTL. 
La mayoría de modelos tenían una arquitectura de memoria paginada física y rasgos de protección de memoria para permitir el tiempo compartido, y espacios de Datos para un tamaño de dirección eficaz virtual de 128 kilobytes y un tamaño de dirección físico de hasta 4 MB.
Estos computadores fueron moderadamente poderosos en su época, fueron principalmente usados en laboratorios industriales, científicos, médicos y en universidades.

### Los sistemas VAX
En 1976 DEC decidió ampliar la arquitectura del PDP-11 a 32 bits, creando la primera minicomputadora de 32 bits. La super-mini  anunciada en 1978 fue lanzada como el VAX  11/780, esta no tardó en ganar la mayoría del mercado de minicomputadores. 

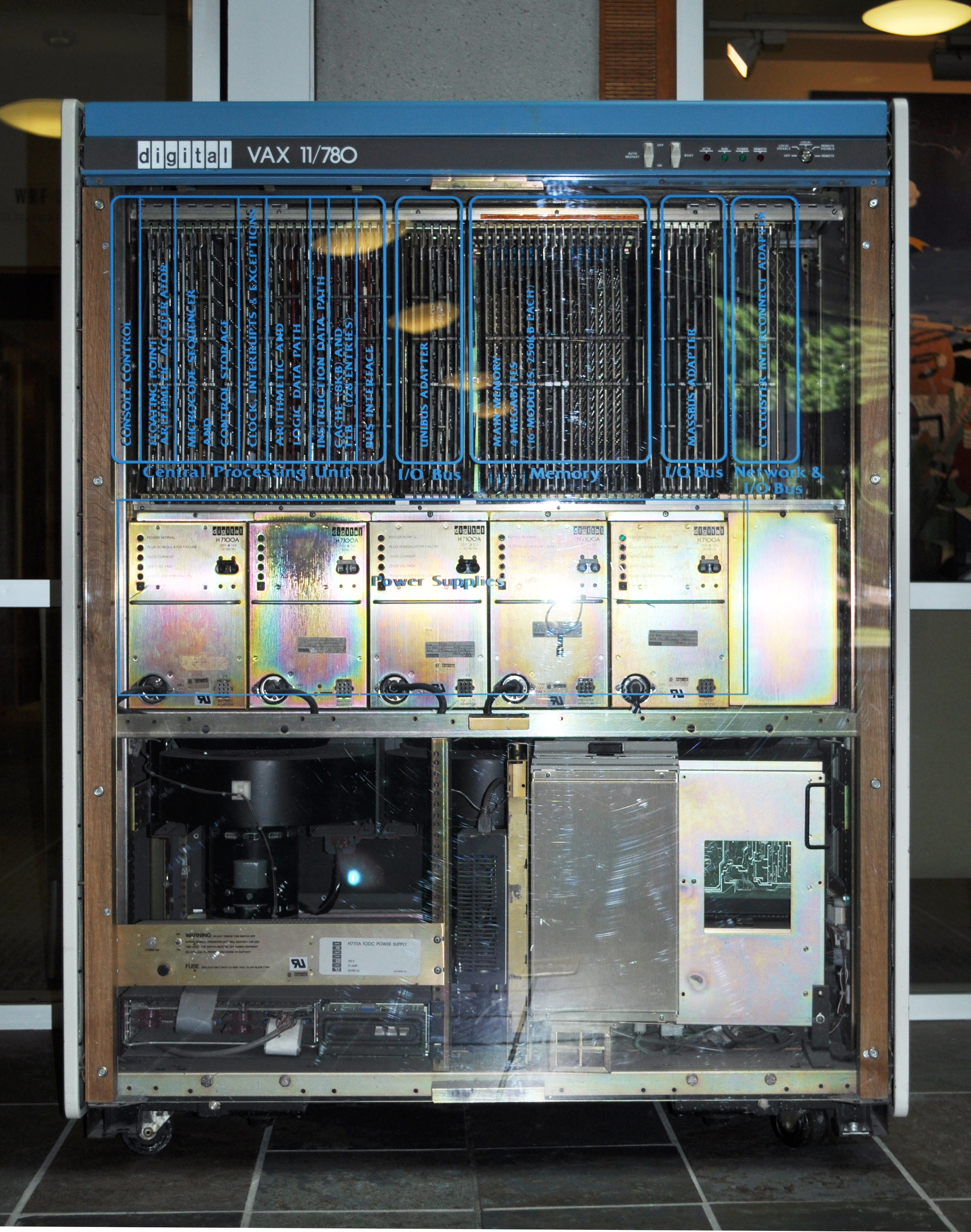
Digital VAX 11/780 en el Departamento de Ciencias de la Computación de la Universidad de Washington, Seattle, Estados Unidos.

Hubo varias tentativas desesperadas por competidores como Data General (que había sido formados en 1968 por Ed DeCastro y otros 8 ingenieros de DEC quienes habían trabajado sobre un diseño 16 bits) para reconquistar la cuota de mercado fracasada, no solo gracias a éxitos de DEC, sino también por la aparición del microcomputador y la terminal de trabajo en el mercado de minicomputadores. 
En 1983, DEC canceló su proyecto "Júpiter", que había sido pensado para construir un sucesor al PDP-10,  enfocándose a la arquitectura de VAX como su arquitectura de computador de aquella época. La serie VAX tenía un juego de instrucción que es rico hasta por normas de hoy (así como una abundancia de modos que se dirigen). Además de la paginación y los rasgos de protección de memoria de la serie PDP, el VAX apoyó la memoria virtual. El computador VAX podía ser usado tanto con Unix como por el poderoso Sistema operativo multiusuario y multitarea VAX/VMS, sistema propietario de DEC. 
En su pico, en los años 80s, Digital era la  segunda empresa fabricante y proveedora de computadores más grande en el mundo, con más de 100,000 empleados. En aquel momento DEC ofrecía, además de sus computadores, una serie de productos, la mayoría propietarios: como la red DECnet, gestor de bases de datos relacionales, potentes compiladores diversos propios (el VAX-FORTRAN era, probablemente, el más eficiente y veloz de su época), procesador de textos (EDT, EVE y VAX-TPU), etc. Aunque muchos de estos productos fueron muy bien diseñados, gran parte de ellos eran incompatibles con otros productos que no eran de DEC. Sin embargo tuvieron apogeo y preferencia por la comunidad científica, durante casi toda la década de 1980.
Luego de ella, los consumidores comenzaron a optar por productos más abiertos y estándar; sumado a ello las prestaciones de estaciones de trabajo RISC ya evolucionaban alcanzando las CISC de VAX.
La empresa que creó la minicomputadora y posiblemente los primeros computadores para el empleo de personal con eficacia, no respondió acertadamente a la reestructuración y evolución exponencial de la industria informática.

### Los sistemas alpha
Durante los años 1980 DEC hizo varias tentativas en el diseño de un RISC (el juego de instrucciones reducido), la arquitectura del procesador para sustituir la arquitectura VAX. Eventualmente, en 1992 DEC lanzó el microprocesador Alpha (en principio llamado AXP). Era un procesador de 64 bits, tenía una arquitectura RISC (a diferencia de la arquitectura 32 bits CISC usada en el VAX), fue uno de los primeros microprocesadores diseñados de 64 bits (algunos autores suponen que fue el primero).
Alfa ofreció plataforma de funcionamiento para distintos sistemas operativos VMS, UNIX y Windows NT y fue considerado durante varios años como el microprocesador más rápido del mundo (y poderoso). Sin embargo DEC con sus computadores basados en los micros Alpha no consiguieron ganar partes significativas del mercado a sus competidores más fuertes.

### Computadoras personales
Digital respondió al desafío del IBM-PC (que luego sería el estándar compatible) con tres máquinas, atadas a arquitecturas propietarias. Una máquina era para "profesionales" (la estación de trabajo), apenas ocultando el desprecio de Ken Olsen el presidente de DEC para el computador personal de IBM. Otro de ellos era solo para procesamiento de textos, y el tercero era "casi" la IBM compatible. Los tres fueron, en no mucho tiempo, fracasos comerciales. El embalaje fue basado en los terminales VT220 (usados en VAX). 
El Modelo de Serie del Profesional de DEC fue basado en el PDP-11/23 (11/73).
El DecMate I y II, se inspiraron en la última versión del PDP-8, eran procesadores de texto que no podían competir con el procesamiento de textos Wang que ya se hacía popular.
DEC introdujo Computadores Personales (PC no compatibles) bajo sistema operativo CP/M-86, el cual, como se sabe fue rápidamente desplazado por MS-DOS.
DEC nunca produjo un PC verdaderamente compatible, el computador que consideró "compatible" fue el VAXMATE que se comercializó en 1986 con VENTANAS SRA. V1.0, basado en sistema operativo VAX/VMS, si era compatible con los protocolos de red de Microsoft.
Las líneas de computadoras personales de DEC alcanzaron su punto máximo con las tecnologías de Alfa RISC de 64 bits, introducidas tempranamente (años 90).

### Logros
- Más allá de DECsystem-10/20, PDP, VAX y Alpha, DEC fue muy respetado por sus impecables diseños e ingeniería, como el ADN (Arquitectura de Red Digital - productos DECnet) y el DSA (Arquitectura de Almacenamiento Digital - discos/cintas/reguladores). También se destacó por la alta calidad en todos sus productos. Muchos computadores de DEC están aún en uso.

- DEC fue el preferido en los ámbitos académicos, científicos y en la industria (control de procesos).

- Digital apoyó las normas ANSI, sobre todo los caracteres ASCII. El propio Juego de Carácter multinacional de Digital también tenía una influencia grande sobre los caracteres latinos en la ISO 8859-1 y Unicode.

- Las primeras versiones del lenguaje de programación C y el sistema de UNIX se desarrollaron sobre la serie PDP de Digital (primero sobre un PDP-7, luego sobre PDP-11).

- Digital también desarrolló la familia de los muy populares mini y microcomputadores VAX, con  arquitectura CISC de 32 bits, sin olvidar la primera estación de trabajo comercialmente aceptada (el VT-78), con arquitectura de microprocesador de 64 bits, Alfa AXP.

- DEC  diseñó famosos y robustos sistemas operativos, como OS-8, TOPS-10, TOPS-20, RSTS/E, RSX-11, RT-11, VMS, y OpenVMS. Su serie PDP, en particular el modelo PDP-11, inspiró toda una generación de desarrolladores de software. Algunos sistemas PDP-11 de más de 25 años (software y hardware) todavía son usados a fin de controlar y supervisar fábricas, sistemas de transporte y reactores nucleares. Digital fue pionero y campeón de sistemas de tiempo real y sistemas de tiempo compartido.

- VAX y computadoras MicroVAX (muy extendidos en la década del 80) bajo plataforma operativa VMS formaron una de las redes de pre-Internet más importantes; DECnet, mezcló instalaciones de investigación y negocio. Los protocolos DECnet formaron unas de las primeras normas de conexión peer-to-peer estandarizadas. El correo electrónico, FTP, TelNet, los archivos compartidos, y proyectos distribuidos en colaboración existieron dentro de la empresa mucho antes de que su valor fuera reconocido en el mercado.

- Digital, Intel y Xerox eran los fuertes de Ethernet, pero Digital es la empresa que hizo a Ethernet comercialmente aceptada. Al principio, Ethernet se basó en tecnología DECnet y protocolos que interconectaron de equipos VAX con servidores DECserver. Sus adaptadores Ethernet y generaciones múltiples de reguladores de Ethernet fueron estandarizados, sobre todo la familia de controladores PCI Fast Ethernet que tuvieron un gran éxito.

- Clustering, la tecnología de sistemas operativos que trató máquinas múltiples como una unidad lógica, fue desarrollada por Digital. Esta tecnología fue la precursora de sistemas como la Red de Terminales de trabajo, que son usados para tareas enormemente cooperativas, como búsquedas en Web y proyectos de investigación.

- El Terminal VT100 se convirtió en estándar de industria, y hasta hoy emuladores de terminales como el Putty y Xterm todavía emulan un VT100 como una Hiperterminal (aunque en realidad emulan a su sucesor más potente, la VT220).

- El X Window System, primer sistema remoto-windowing, fue desarrollado en el Proyecto Athena en el MIT. Digital fue el patrocinador primario para este proyecto.

- Digital fue uno de los primeros negocios unidos al Internet. dec.com (certificado en 1985) fue uno de los primeros dominios, ahora llamado ubicuos.com, el primer vendedor de computadoras por sitio_web público.

- AltaVista, creado por Digital, fue uno de los primeros motores de búsqueda comprensiva en Internet.

- DEC inventó la Cinta Linear Digital (DLT).

- Trabajando sobre el primer disco duro basado en MP3-player, el servidor de discos ópticos tuvo sus principios en el Centro de Investigación de Sistemas de DEC (el proyecto fue comenzado aproximadamente un mes antes de que la fusión con Compaq fuera completada).

### Cierre de negocio de DEC
En junio de 1992 Ken Olsen fue sustituido por Robert Palmer como el presidente de la empresa. La junta directiva de Digital concedió también a Palmer el título de “Jefe Oficial Ejecutivo” (CEO), título que nunca había sido utilizado durante los 35 años de existencia de Digital. Palmer se sumó a DEC en 1985 para liderar Ingeniería y Fabricación de Semiconductores. Su incansable campaña para ser CEO, y el éxito con la familia de microprocesadores Alfa, lo hizo un candidato para tener éxito frente a Olsen. Un nuevo logotipo fue diseñado. Sin embargo, Palmer no pudo detener la posterior marea de despidos y liquidación de muchos de los activos de DEC; como por ejemplo:
- Su producto para bases de datos, Rdb, fue adquirida por Oracle.
- Su tecnología de cinta DLT se vendió a Quantum Corporation, en 1994.
- Su Terminal de Textos para negocios (VT100 y sucesores) fueron adquiridas en agosto de 1995 por Boundless Technologies.
- En marzo de 1997 los productos basados en DEC CORBA: ObjectBroker, y su software de mensajería, MessageQ, fue vendido a BEA Systems, Inc.
- En mayo de 1997, DEC demandó a Intel alegando infringir su patente de procesadores Alfa en el diseño de los chips Pentium. Como parte de una solución pactada, los chips de DEC fueron vendidos a Intel. Esto incluyó la implementación de DEC StrongARM de la arquitectura de computador ARM, que Intel vendió como procesadores Xscale comúnmente utilizados en las PC Pocket (computadores de bolsillo).
- En 1997, el negocio de impresoras fue vendido a GENICOM (ahora llamada TallyGenicom).
- En aproximadamente la misma época, el negocio de redes (networking) fue vendido a Cabletron Systems, y seguidamente sacado como "Digital Network Products Group".
- Los productos de voz DECtalk y DECvoice llegaron finalmente a Fonix.
- En 1994, los derechos de la PDP-11 y varias líneas Sistemas Operativos para PDP fueron adquiridos por Mentec.

Finalmente, el 26 de enero de 1998, lo que quedaba de la empresa fue vendida a Compaq, la que luego fue adquirida por Hewlett-Packard en 2002. Hewlett-Packard ahora vende lo que era StorageWorks de Digital  (productos de disco y cinta).
El logotipo de Digital sobrevivió por un tiempo luego que la compañía dejara de existir, como logo de Digital GlobalSoft, una empresa de servicios informáticos de la India (que era un 51% subsidiaria de DEC). Digital GlobalSoft más tarde fue rebautizada como "HP GlobalSoft" (también conocida como "HP Global Delivery India Center"  o GDIC HP), y ya no se utilizó el logo de Digital. 
Los nombres de dominio digital.com y DEC.com ahora son propiedad de Hewlett-Packard y están redireccionados a su propio sitio web en EE. UU. 
La “Digital Federal Credit Union” (DCU), que fuera para los empleados de DEC en 1979, es ahora esencialmente abierta a todo el mundo, con más de 700 diferentes patrocinadores, incluyendo las empresas que adquirieron partes de DEC.

## Curiosidades
- DEC fue la primera empresa en enviar correo no deseado o "spam" a la red ArpaNet, en 1978 a fin de promocionar el DEC-20.
- Según Tex Texin, en DEC comenzó a usarse el concepto de numerónimo. La primera palabra de este tipo fue "S12n", nombre de cuenta de correo electrónico dado por el administrador de sistemas a Jan Scherpenhuizen, empleado de (DEC), porque se consideraba que su apellido era demasiado largo para utilizarse como nombre de cuenta. Hacia 1985, los colegas que encontraban que este apellido era difícil de pronunciar, también empezaron a decirle verbalmente "S12n". El uso de los numerónimos se convirtió en parte de la cultura corporativa de DEC.[1]